# Aeroporto di Kobe
L'Aeroporto di Kōbe (神戸空港?, Kōbe Kūkō) (IATA: UKB, ICAO: RJBE), è un aeroporto situato a 15 km su un'isola artificiale a sud della città di Kōbe nella regione del Kansai, in Giappone.

L'aeroporto ospita esclusivamente voli domestici della All Nippon Airways e quelli low cost di Skymark Airlines, ma può accettare anche eventuali voli charter dall'estero.

## Storia
La città di Kōbe propose per la prima volta la realizzazione di un aeroporto adiacente a Port Island nel 1971. In quegli anni si voleva trovare un'alternativa all'Aeroporto Internazionale di Osaka, estremamente congestionato. L'aeroporto di Kōbe doveva avere sei piste di oltre 3000 metri, ed estendersi su una superficie di 1100 ettari. L'allora sindaco di Kōbe Tatsuo Miyazaki tuttavia era contrario alla realizzazione di una tale infrastruttura così vicina alla città, e rivinse le elezioni nel 1973 superando un altro candidato favorevole al megascalo.
Kōbe era tuttavia ancora interessata alla realizzazione dell'aeroporto, ma stavolta ne propose uno più ridimensionato, con una sola pista di 3000 metri. La proposta venne inviata al Ministero dei Trasporti nel 1982 come piano alternativo per l'Aeroporto Internazionale del Kansai che allora era ancora in fase propositiva, ma supportato dalle prefetture di Osaka e Wakayama. Dopo il parere negativo del governo, anche Kōbe sostenne il progetto dell'aeroporto del Kansai, ma nel 1985 decise comunque di procedere alla realizzazione del suo aeroporto.
Nel 2003 iniziò così la costruzione dell'aeroscalo, dopo che per problemi di ordine economico i lavori erano fermi dal 1995. 
Il 16 febbraio 2006 venne finalmente inaugurato dalla Japan Airlines con il primo volo, e in seguito da All Nippon Airways con la prima serie di voli di linea. A causa dei gravi problemi economici, nel 2010 Japan Airlines si ritirò dall'aeroporto, che da allora è utilizzato solo dalle due compagnie di All Nippon Airways e Skymark Airlines.
Kōbe è il comune con il più alto debito del Giappone, che si attesta a oltre 3000 miliardi di Yen, e la costruzione dell'aeroporto (da sola costata oltre 1000 miliardi) ha portato a molte controversie. I supportatori dell'aeroporto affermano che un aeroporto in più permette di avere migliori tariffe low cost, nonché un accesso migliore rispetto a quello dell'aeroporto del Kansai, in particolare provenendo dallo Shikoku.

## Collegamenti
L'aeroporto è collegato con il centro di Kōbe grazie all'estensione del people mover Port Liner che in pochi minuti lo unisce alla stazione di Sannomiya. Esiste inoltre un collegamento tramite traghetto fino all'Aeroporto del Kansai, situato dall'altro lato della Baia di Osaka.

## Statistiche
Questo grafico non è disponibile a causa di un problema tecnico.
Si prega di non rimuoverlo.
Vedi la query Wikidata di origine.